# Никон Сухи
Свети преподобни Никон Сухи је православни руски светитељ из 11. века.
Рођен је у Кијеву. Био је дете угледних и имућних родитеља. Као млад се замонашио у Печерском манастиру. У време најезде Татара, био је заробљен заједно са светим Евстратијем Печерским и одведен из манастира у Татарску област. Неки имућни хришáнин из Кијева успео је да откупи заробљенике који су тамо одведени, али је Никон то избегао. Након тога пкушали су исто да учине и његови богати сродвици, али је он и то одбио. Након тога Татари, су пуне три године тешко мучили преподобног Никона.
Након три године мука, на необичан начин је изашао из строго чуване тамнице и појавио се у Печерској цркви Пресвете Богородице, у време литургије.
Остатак живота је провео у непрестаном посту и молитви због чега се назива "Сухи", одноно због велике испошћености тела.
Умро је 1101. године.
Православна црква прославља светог Тихона 11. децембра по јулијанском календару.